# Sagrado Corazón de Jesús Los Algarrobos
Sagrado Corazón de Jesús Los Algarrobos es un caserío peruano ubicado en el distrito de Las Lomas, perteneciente a la provincia y departamento de Piura, al norte del Perú. 

## Ubicación
Sagrado Corazón de Jesús Los Algarrobos se ubica al noreste de la provincia de Piura, en el distrito de Las Lomas, en el departamento de Piura.

## Demografía
En 2017 Sagrado Corazón de Jesús Los Algarrobos tenía una población de 78 habitantes.